# 도고 (조선)
도고(都賈)는 조선 후기에 도거리를 하는 독점상업의 행위 또는 기관, 상인으로, 도고(都庫, 都雇)와 혼용된다.

## 기원
도고(都庫)는 원래 대동법 실시 이후의 공납품 조달을 위해 설치된 기관 혹은 창고를 뜻하는 것이었으며, 기록에 따르면 1681년(숙종 7년)에 처음 설치되었다. 도고(都賈)·도고(都雇) 등은 상인들의 도매 기관을 뜻하는 것이었으나 도고(都庫)와 통용되었다. 그 후 공물 주인이나 일반 도매상인들이 독점상인으로 발전하게 됨으로써 그 뜻이 매점 혹은 독점 행위 자체를 나타내었으리라고 추측된다.
요컨대 도고는 일반 민간 상인의 경우 그들의 자본력과 상술(商術)을 근거로 전개한 독점상인의 행위나 기관을 말하며, 시전상인의 경우는 정부로부터 인정받는 전매권, 즉 금난전권을 근거로 하여 영위한 독점상업의 행위 혹은 그 조직을 뜻하는 것이라 생각된다.

## 특징
이 도고 상업은 처음부터 조선 왕조 상업계에 있었던 것이 아니고, 16세기 이후의 봉건사회 해체기에 상업 발전의 결과로 나타난 것이었다. 이 도고 상업은 문호 개방 이전에 최대 규모의 토착 자본으로 성장하며, 대개 18세기 말엽부터는 부분적으로나마 생산 부문에 침투하고 있다. 이와 같은 현상은 조선 왕조 사회에 새로운 생산 양식이 발전하고 있었음을 엿보게 하는 것이다.

## 같이 보기
- 독점
- 경강상인
- 개성상인
- 의주상인

## 참고 문헌
- 이 문서에는 다음커뮤니케이션(현 카카오)에서 GFDL 또는 CC-SA 라이선스로 배포한 글로벌 세계대백과사전의 "〈상업자본의 발달〉" 항목을 기초로 작성된 글이 포함되어 있습니다.